# Dejan Jaković
Dejan Jaković, né le 16 juillet 1985 à Karlovac en Yougoslavie, aujourd'hui en Croatie, est un joueur international canadien de soccer, qui joue au poste de défenseur aux Serbian White Eagles en Ligue canadienne de soccer.

## Biographie

### Carrière en club
Le 30 janvier 2018, après une saison au Cosmos de New York, il fait son retour en Major League Soccer en rejoignant le Los Angeles FC.
En mai 2021, libre depuis la fin de son contrat à l'issue de la saison 2020 de MLS, il s'engage au Forge FC, dans son pays natal, et rejoint donc la Première ligue canadienne.

### Carrière internationale
Dejan Jaković compte 41 sélections et un but avec l'équipe du Canada entre 2008 et 2018.
Il est convoqué pour la première fois en équipe du Canada par le sélectionneur national Dale Mitchell, pour un match amical contre la Martinique le 30 janvier 2008. Lors de ce match, il entre à la 68e minute de la rencontre, à la place de Chris Pozniak. Le match se solde par une victoire 1-0 des Canadiens. Puis, il participe à la Gold Cup 2009. Il dispute trois rencontres et le Canada est éliminé en quart de finale.
Il fait partie de la liste des 23 joueurs canadiens sélectionnés pour disputer la Gold Cup 2011. Le 1er juin, il subit une blessure durant la rencontre contre l'Équateur, et doit renoncer à disputer la Gold Cup. David Edgar est appelé dans le groupe de 23 pour pallier son forfait.
Puis, il participe à la Gold Cup 2015, où il joue trois rencontres. Le 27 juin 2017, il fait partie des 23 appelés par le sélectionneur national Octavio Zambrano pour la Gold Cup 2017. Le 7 juillet, il inscrit son premier but en sélection lors du premier match de la compétition, contre la Guyane (victoire 4-2).

## Palmarès
D.C. United
- Vainqueur de la Coupe des États-Unis en 2013
- Finaliste de la Coupe des États-Unis en 2009

 Cosmos de New York
- Finaliste du Soccer Bowl en 2017

 Shimizu S-Pulse
- Vice-champion du Japon de D2 en 2016

 Los Angeles FC
- Vainqueur du Supporters' Shield en 2019